# Serrats de Goberra
Els Serrats de Goberra és, de fet, un serrat del terme municipal d'Isona i Conca Dellà, dins de l'antic terme d'Isona. Aquest serrat s'uneix amb la serra de la Posa en el Turó de la Colomera.
És paral·lel al barranc de Rater, la vall del qual limita en diagonal de nord-est a sud-oest.

## Etimologia
El topònim Goberra pot venir del nom comú gúbia (eina de fuster), d'origen cèltic, i de l'arrel basca herri, amb el significat de terra. El conjunt dels dos ètims forma un nom descriptiu que es correspon perfectament amb la forma de les roques que formen aquest serrat.
Etimològicament, hauria de ser escrit Guberra, però la pronúncia local ha fet que la primera vocal s'obrís a -o-.